# Pissos
Pissos is een gemeente in het Franse departement Landes (regio Nouvelle-Aquitaine). De plaats maakt deel uit van het arrondissement Mont-de-Marsan. Pissos telde op 1 januari 2022 1.483 inwoners.

## Geografie
De oppervlakte van Pissos bedroeg op 1 januari 2022 140,75 vierkante kilometer; de bevolkingsdichtheid was toen 10,5 inwoners per km².

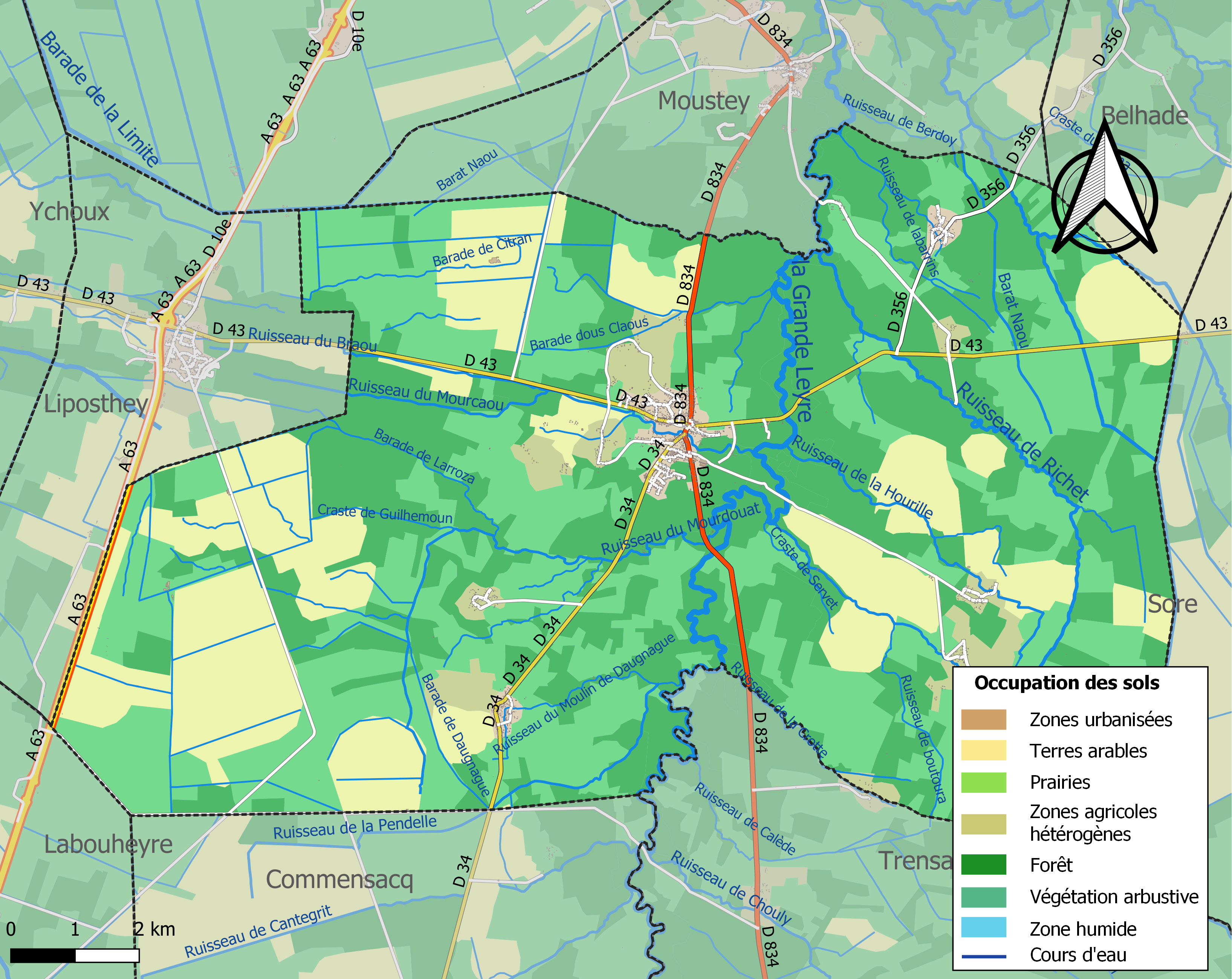
Kaart van de gemeente met de belangrijkste infrastructuur, bodemgebruik en omliggende gemeenten

## Demografie
Onderstaande figuur toont het verloop van het inwonertal (bron: INSEE-tellingen).